# Solberga alvar
Solberga alvar är ett naturreservat i Mörbylånga kommun i Kalmar län.
Området är naturskyddat sedan 2005 och är 314 hektar stort. Reservatet ligger väster om byn Solberga och består av mager grusalvar.